# Districte de Miraflores
Miraflores és un districte a la Província de Lima al Perú. Conegut per les seves àrees comercials, jardins, parcs i platges, és un dels districtes de classe alta que conformen la ciutat de Lima. L'actual alcalde és Manuel Masias.

## Geografia
Originalment fundat com San Miguel de Miraflores, es va establir oficialment com a districte el 2 de gener de 1857. De resultes de la Batalla de Miraflores en la qual es lluita durant la Guerra del Pacífic, Miraflores tenia la designació de Ciudad Heroica.
El districte té una superfície de 9,62 km². El seu centre administratiu està situat a 79 metres sobre el nivell del mar.
Límits
- Cap al nord: San Isidro i Surquillo
- A l'est: Surquillo i Santiago de Surco
- Cap al sud: Barranco i Santiago de Surco
- Cap a l'oest: Oceà Pacífic

## Història

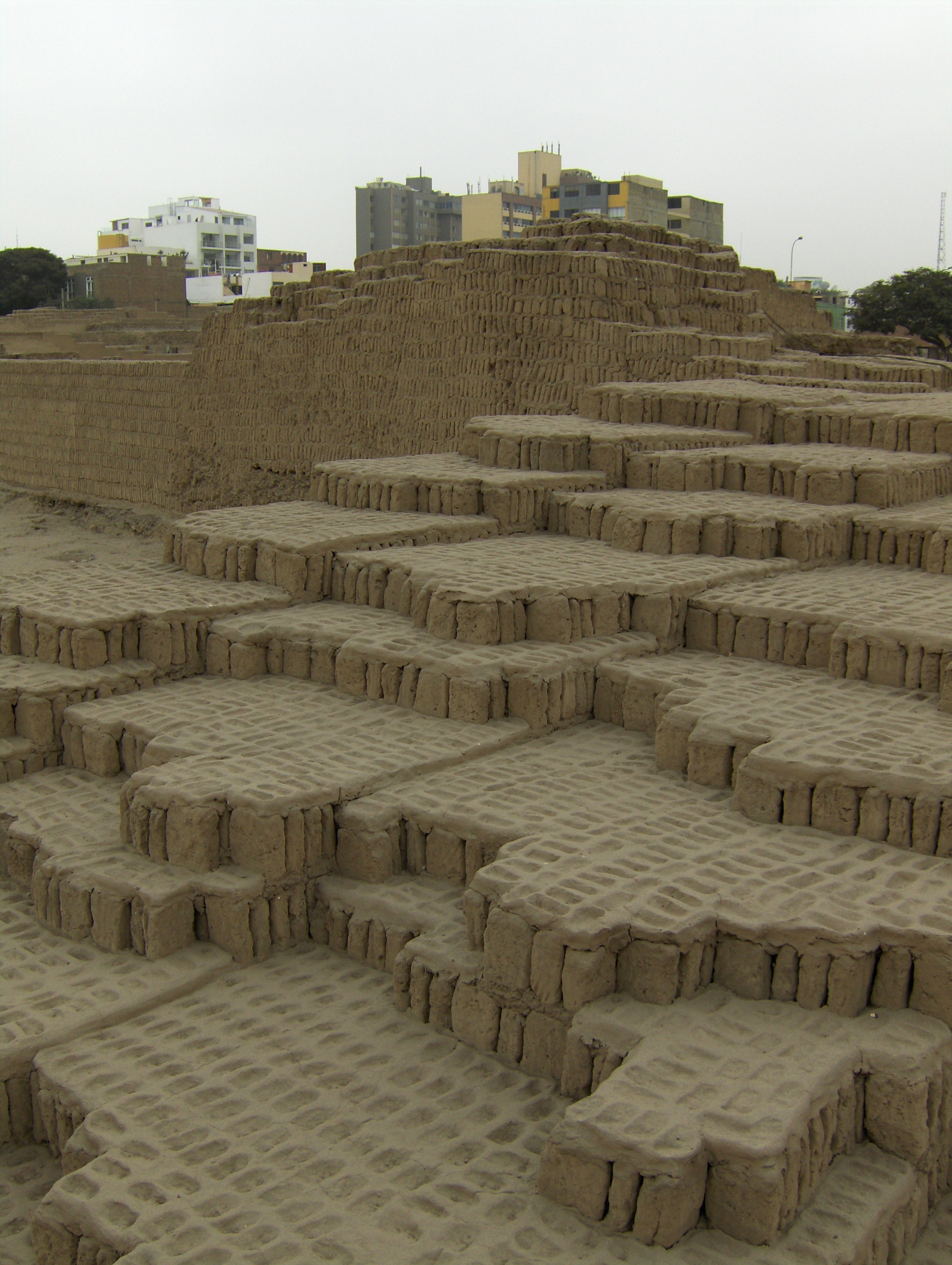
Huaca Pucllana, una ruïna pre-inca a Miraflores

L'única ruïna pre-inca a Miraflores, Huaca Pucllana (anteriorment hispanitzada com Juliana) encara pot ser visitada.
La ciutat espanyola de Miraflores es va establir el segle xvi. Tanmateix no es va fusionar amb l'Àrea Metropolitana de Lima fins a l'expansió de la ciutat a principis del segle xx. Durant la Guerra del Pacífic (1879-1885), el districte va ser l'escena de la batalla de Miraflores. Dues mil persones hi van morir i el districte va ser saquejat i incendiat pels xilens.

## Demografia
Segons una estimació del 2002 feta per l'INEI, el districte té 92.815 habitants i una densitat de població de 9.648,1 persones/km². El 1999, hi havia 27.489 cases al districte.

## Cultura i educació
El districte és també un centre cultural, amb teatres, cinemes i galeries d'art.
En termes d'educació, el districte Miraflores allotja alguns dels instituts més prestigiosos al Perú, com Markham College, i San Silvestre School (Escoles britàniques), Deutsche Schule Alexander von Humboldt Lima (escola alemanya) Pestalozzi (suïssa) i l'escola dels Carmelitas. També s'hi ubica la Universitat de Piura.

## Entreteniment
El districte és ple de cafès, pubs, restaurants i botigues, visitades per una part de la població de Lima els diumenges. Parque Kennedy , la plaça central de Miraflores, regularment té encants i exposicions d'art. Larcomar, un centre de compres davant de l'oceà Pacífic és molt popular entre turistes, gent jove, i classes mitjanes i altes.
El "Carrer de Pizzes" al centre de Miraflores, és el favorit entre els adolescents de Lima i adults joves, té molts pubs que tots els caps de setmana s'omplen de gent.
Miraflores sempre ha estat el centre essencial pels turistes a Lima. Hi ha un cert nombre d'hotels en l'àrea.

## Costa Verde
La Costa Verde  té unes quantes platges, que dibuixen surfistes a l'estiu. Tanmateix, aquestes platges rocoses no són tan populars entre els banyistes com les platges grans, sorrenques, als districtes del sud de Lima, com Santa María del Mar, Punta Hermosa i Punta Negra.

## Ciutats agermanades
- Pensacola, Florida, Estats Units, des de 1964, gràcies al Capità Harold Grow.